# Mass-media și democrația

## Noțiuni introductive
Cartea “Mass media și democrația în țările Europei de Est”, scrisă de Peter Gross a apărut în 2004 la editura Polirom, sub un format clasic, structurată pe 6 capitole, având o traducere realizată de Mălina Iordan și o postfață scrisă de Mihai Coman. În cele 240 de pagini ale cărții, cititorul va găsi informații fundamentale privind evoluția sistemului mass media, în dimensiunea sa legislativă, economică, profesională și politică, în fiecare din țările vizate ale Europei de Est, care au fost marcate de așa numita perioadă de tranziție ce a surprins trecerea de la un regim totalitar la democrație.

## Date despre autor
Peter Gross este un nume de referință în domeniul de graniță situat între științele comunicării, științele politice, sociologia dezvoltarii, studii internaționale, domeniu consacrat tranziției de la regimuri totalitare la democratii, analizei fenomenelor dezvoltării sociale, proceselor de comunicare interculturale și internaționale și evoluțiilor mass-media din țările Europei Centrale și de Est.
Peter Gross s-a născut la Timișoara în anul 1949, dar, emigrând cu familia încă de la vârsta copilariei, a studiat și s-a afirmat profesional în SUA. Imediat după căderea comunismului, Peter Gross s-a implicat în procesele de organizare a învațământului jurnalistic din țările Europei Centrale și de Est; a organizat programe de training pentru jurnaliști Cele mai cunoscute lucrări ale lui Peter Gross sunt volumele de sinteză Entangled Evolutions, Media and Democratization in Eastern Europe, Mass Media in Revolution and National Development.
Profesorul Peter Gross a ocupat prestigioasa pozitie de Professor and Gaylord Family Endowed Chair, la Gaylord College of Journalism and Mass Communication, University of Oklahoma . De asemenea a fost Head of Journalism Area în cadrul Gaylord College of Journalism and Mass Communication si director al Institute for Research and Training din cadrul aceleiași instituții. Ulterior a predat la Universitatea Tennessee din Knoxville, unde a condus in anii 2006-2016 Școala de jurnalism și mass-media, iar în 2006-2019 a fost profesor în aceste domenii.

## Scurt rezumat al cărții
În cartea “Mass media și democrația în țările Europei de Est”, Peter Gross își propune o sinteză mai amplă a efectelor pe care le-a avut această perioadă de tranziție, de la un regim totalitar la democrație asupra presei din țările Europei de Est, care au fost afectate de această schimbare istorică. Astfel autorul oferă un cadru teoretic integrator, în măsură să explice logica acestor transformări și să le înglobeze într-o paradigmă cât mai actuală, detasându-se atât de modelele clasice ale teoriilor dezvoltărilor sociale, cât și de interpretările unor analiști ai tranziției.
Ideea de bază prin prisma căreia, Peter Gross și-a structurat noțiunile teoretice este tocmai că factorul care explică transformările din regiune nu trebuie căutat la nivelul economic sau politic, ci mai degrabă la cel cultural, mai exact la nivelul culturii politice. 
După cum am menționat și mai sus cartea Mass media și democrația în țările Europei de Est este structurată în șase capitole și face parte din lucrările studiilor de caz pe care Peter Gross le-a realizat pentru a putea surprinde întreg ansamblu de schimbări ce au avut loc în Europa de Est până la sfârșitul anului 2000. 
Astfel în primul capitol sunt tratate o serie de probleme, unde sunt trasate cadrul de studio al mass media și democratizării în Europa de Est. De asemenea sunt prezentate relațiile dintre cultură și mass media, unde sunt trecute în revistă teoriile și modelele de presă pentru societățile aflate în proces de tranziție și transformare de la comunism la democrație. 
Capitolul al doilea se concentrează pe relația dintre mass media și sistemele politice înființate după 1989. Independența presei și evoluția jurnalismului independent, profesionist au fost cooptate de o politică anatgonică, combativă și de relația să cu instituțiile mediatice, editorii, directorii de știri și jurnaliștii. Astfel în acest capitol se redefinește noțiunea de independență a presei întrucât din cauza pluralităților instituțiilor de presă, a pluralismului imaginea mass media eliberată de sub stema unui regim totalitar a suferit o metamorfozare.
Capitolul al treilea examinează relația dintre mass media și guvernământ, instituții de stat, extinzând cercetarea la relația mass media cu sistemele politice, politica, partidele politice și politicienii. De asemenea tratează privatizarea mass media, distribuția și producția lor, precum și de accesul presei la corpurile guvernamentale și legislative, de legile care guvernează mass media și de consiliile și comisiile înființate pentru a aplica aceste legi. Capitolul se încheie cu concluzia că, în ciuda părerilor unor cecetători, paternalismul și controlul statal nu se reafirmă, cu anumite excepții.
Capitolul al patrulea tratează jurnalismul și cultura sa profesională implicând și modul prin care actuala cultură politică afectează cultura profesională a jurnaliștilor mai mult decât noile posibilitâți oferite lor de libertatea presei. Astfel autorul este de părere că situația va rămâne neschimbată, atâta timp cât jurnaliștii nu se vor implica sută la sută și își vor apăra singuri drepturile în tot ceea ce implică activitatea lor profesională. 
Capitolul al cincilea își propune o reevaluare a ceea ce presupune interrelația dintre mass media, pe de o parte, și societatea civilă și cultura politică, pe de altă parte. Astfel sunt analizate pe parcursul acestui capitol probleme legate de autonomia presei, pluralism și diversitate, media specializate versus mass media, media și participarea cetățenilor în ceea ce privește activitatea acesteia și nu în ultimul rând este vizată media și piața liberă din Europa de Est.

## Concluzii
Analizele lui Peter Gross sunt extrem de bine documentate și la fel de bine argumentate oferind cititorului o demontare a ideologiei postcomuniste care s-a format în mintea umană încă din timpul când regimul totalitar se afla la putere.
Autorul tratează îndeaproape relația cu sfera politică, unde este evidențiat slaba influență a presei asupra schimbării menatalului politic ba chiar sunt acceptate mărșăviile acestora în schimbul unor interese astfel încât la nivel informațional se realizează unde dezechilibru. 
De asemenea Peter Gross alocă în această carte câteva pagini elitei jurnalistice și surpinde o anumită legătură între aceste elite, presa militantă și cultura politică specifică, care a fost creată de secolul al XIX-lea și care a împiedicat crearea unei bresle profesionalizate și a unui sistem mass-media autonom. Situația expusă de autor nu este una tocmai necunoscută pentru noi, care trăim același moment de cotitură cu care se înfrunta atunci mass media.
După cum afirma și Herbert Passin, citat în cartea lui Peter Gross ” rezultatul părtinirii jurnalistice istorice constă în faptul că, o dată cu apariția statelor aflate în tranziție…acestea au o presă de opoziție, partizană, căreia îi este greu să se transforme într-un tip de presă responsabilă, nepartizană, așa cum cere noua situație”. 
Așadar după cum putem observa și din citatul mai sus menționat, presa va fi tot timpul condusă de partidul aflat la putere astfel încât această distorsiune a informației, care există la nivelul mass media va continua să dezinformeze publicul cititor. Astfel activitatea jurnalistică va avea tot timpul un intermediar în ceea ce privește transmiterea informației de aceea crearea unei elite în domeniul jurnalismului va constitui o problemă ce va exista atâta timp cât jurnaliștii vor permite asta.
Mass media trebuie să preia conducerea în crearea eticii profesionale. Dacă acest lucru nu se întâmplă vor apărea din ce în ce mai multe voci care vor cere ca acest domeniu să fie reglementat din afară, de către guverne și alte instituții
Astfel putem afirma că această sinteză de 240 de pagini pe care autorul o pune la dispoziția cititorilor interesați oferă o privire a problemelor actuale cu care se confruntă presa atât din România cât și din Europa, iar perspectiva pe care o prezintă autorul asupra evoluției a celei de-a patra putere nu este una tocmai foarte optimistă ci mai degrabă una foarte realistă și echilibrată în același timp: “În ceea ce privește Europa de Est este periculos, dacă nu chiar imposibil să profețești cum vor evolua în cele din urmă societățile și mass media. Ce ne mai rămâne este speranța că democrațiile liberale vor prinde rădăcini puternice în regiune și că mass media, practicând un jurnalism profesionist, le vor susține și le vor alimenta. Principalul impediment în calea unor astfel de democrații și mass media liberale provine din culturile politice nedemocratice ale șărilor și din incapacitatea sau refuzul liderilor lor politici și mediatici de a oferi leadership-ul necesar”
Faptul că există mai multe surse de informare în masă decât oricând în aceaste regiuni din Estul Europei nu s-a făcut nimic pentru creșterea calității jurnalismului, iar explozia mass media nu a făcut decât să confirme moartea sistemului comunist. Astfel au apărut numeroase surse de informare care practică un jurnalism părtinitor, bazat pe opinii, care este o exemplificare extremă a jurnalismului vest-european